# Paul Brown
Paul Eugene Brown (7 de septiembre de 1908 - 5 de agosto de 1991) fue un entrenador de fútbol americano y una de las mayores figuras en el desarrollo de la National Football League. Es considerado como el "padre de la ofensiva moderna", es por tanto una figura prominente en la historia del fútbol americano; llegando a ser considerado como uno de los más grandes entrenadores de fútbol americano (si no el más grande) de la historia. Tal afirmación se basa en evidencia muy significativa: Brown dominó en el emparrillado en cualquier nivel en el que participó (high school, universitario y profesional). Fue enaltecido al Salón de la Fama en 1967.

## Primeros años
Nacido en Norwalk, Ohio, la familia de Brown se mudó a Massillon cuando Paul tenía nueve años de edad. Brown se graduó de la escuela Massillon Washington High School en Massillon, Ohio en 1925, habiendo jugado como quarterback detrás de Harry Stuhldreher (uno de los legendarios Cuatro Jinetes de Notre Dame).

## Carrera como entrenador
Enrolado en la Estatal de Ohio como quarterback de primer año, Brown se encontró con que su físico no podía soportar los rigores del fútbol americano universitario, y fue  transferido a la Universidad de Miami en Ohio, perdiendo un año de elegibilidad en el proceso. Bajo el ala del entrenador Chester Pittser, Brown jugó dos años. En 1930, se graduó de Miami con un B.A. en Educación. Completaría su carrera académica en  1940 cuando recibió un M.A. en Educación de parte de la Universidad Estatal de Ohio.    
Como sus credenciales académicas indican, Brown era tanto profesor como entrenador. Su carrera como entrenador comenzó en 1930 cuando fue contratado como profesor/entrenador en la escuela Severn School, en Severna Park, Maryland, en esa época una escuela preparatoria de la Academia Naval de los Estados Unidos.    

### Honores
Brown fue honorado en 1967 al ser electo al Salón de la Fama del Fútbol Americano Profesional en Canton, Ohio. En adición a ese elogio, dos estadios llevan su nombre: el Paul Brown Tiger Stadium en Massillon Ohio, y el Paul Brown Stadium, actual sede de los Cincinnati Bengals. 
La primera esposa de Brown, Kathryn "Katie" Brown, murió en 1969 y en 1973 se casó con su exsecretaria, Mary Rightsell. Murió en Cincinnati el 5 de agosto de 1991, y fue sepultado en el Cementerio Rose Hill en Massillon, Ohio.

### Árbol familiar profesional
Los siguientes entrenadores fueron jugadores o entrenadores bajo el ala de Brown, y fueron influenciados en algún grado por él, sus conocimientos y sistemas ofensivos:
- Blanton Collier (entrenador)
- Weeb Ewbank (entrenador bajo Paul Brown)
- Abe Gibron (jugador)
- Sid Gillman (entrenador)
- Otto Graham (jugador)
- Bill "Tiger" Johnson (entrenador)
- Chuck Noll (jugador)
- Ara Parseghian (jugador)
- Lou Saban (jugador)
- Don Shula (jugador para Paul Brown)
- Bill Walsh (entrenador)
- Sam Wyche (jugador y entrenador en jefe bajo Paul Brown como presidente de los Bengals)